# 23048 Девіднельсон
23048 Девіднельсон (23048 Davidnelson) — астероїд головного поясу, відкритий 6 грудня 1999 року.
Тіссеранів параметр щодо Юпітера — 3,362.